# بوب ستيفنسون (لاعب كرة قاعدة)
بوب ستيفنسون (بالإنجليزية: Bob Stephenson)‏ هو لاعب كرة قاعدة أمريكي، ولد في 11 أغسطس 1928 في بلير في الولايات المتحدة.

## وصلات خارجية
- بوب ستيفنسون على موقع دوري كرة القاعدة الرئيسي (الإنجليزية)
- بوب ستيفنسون على موقعبيزبول رفرنس.كوم (الدوري الرئيسي) (الإنجليزية)
- بوب ستيفنسون على موقعبيزبول رفرنس.كوم (الدوري الثانوي) (الإنجليزية)